# Atenia quadrani
Atenia quadrani é uma espécie de gastrópode da família Hygromiidae.
É endémica de Espanha.